# Aleksandra Vasiljević
Aleksanda Vasiljević, bosansko-hercegovska biatlonka, * 10. avgust 1986, Sarajevo.
Vasiljevićeva je za Bosno in Hercegovino nastopila na Zimskih olimpijskih igrah 2006 v Torinu.

### Olimpijske igre
| Disciplina  | Posamično | Šprint | Zasledovalna tekma | Skupinski štart | Štafeta |
| ----------- | --------- | ------ | ------------------ | --------------- | ------- |
| 2006 Torino | 74.       | 78.    | —                  | —               | —       |

### Svetovna prvenstva
| Event                   | Posamično | Šprint | Zasledovalna tekma | Skupinski štart | Štafeta | Mešana štafeta |
| ----------------------- | --------- | ------ | ------------------ | --------------- | ------- | -------------- |
| 2005 Hochfilzen         | 86.       | 86.    | —                  | —               | —       | —              |
| 2007 Antholz-Anterselva | 78.       | 82.    | —                  | —               | —       | —              |
| 2008 Östersund          | 83.       | 81.    | —                  | —               | —       | —              |